# Costante di Planck
La costante di Planck, indicata con {\displaystyle h}, è una costante fisica fondamentale della meccanica quantistica, introdotta come la costante di proporzionalità fra l'energia e la frequenza di un fotone nei primi anni del novecento da Max Planck e Albert Einstein, rispettivamente nello studio della radiazione emessa da un corpo nero e dell'effetto fotoelettrico. È alla base del dualismo onda-particella e della quantizzazione di grandezze come l'energia, la quantità di moto e il momento angolare. 
È anche detta quanto d'azione avendo le dimensioni di un'energia per un tempo (cioè di un'azione) e nel sistema di unità di misura delle unità atomiche compone l'unità di misura del momento angolare; inoltre, è una delle costanti fondamentali che definiscono la costante di struttura fine.

## Valore
Il valore della costante di Planck è senza errori di misura in quanto, a partire dal 20 maggio 2019, è la costante utilizzata per definire il chilogrammo. Il valore scelto è:
{\displaystyle h=6{,}626\,070\,15\times 10^{-34}\ {\rm {J\cdot Hz^{-1}}}}
Ricorre di frequente nella trattazione matematica l'espressione {\displaystyle {\frac {h}{2\pi }}}, che viene comunemente indicata per comodità di scrittura nelle formule con il simbolo {\displaystyle \hbar }, denominato "{\displaystyle h} tagliato" o costante di Planck ridotta o costante di Dirac, che vale:
{\displaystyle \hbar ={\frac {h}{2\pi }}=1{,}054\,571\,817\ldots \times 10^{-34}\ {\rm {J\cdot s}}=6{,}582\,119\,569\ldots \times 10^{-16}\ {\rm {eV\cdot s}}}
Il carattere ℏ è presente anche nella codifica Unicode.

## Quantizzazione delle grandezze fisiche
La costante di Planck è legata alla quantizzazione delle grandezze dinamiche che caratterizzano lo stato della materia a livello microscopico, ovvero delle particelle che compongono materia e luce: elettroni, protoni, neutroni e fotoni. Ad esempio, l'energia {\displaystyle E} trasportata da un'onda elettromagnetica con frequenza costante {\displaystyle \nu } può assumere solo valori pari a:
{\displaystyle E=nh\nu \,\quad n=0,1,2,3,...}
A volte è più conveniente usare la velocità angolare {\displaystyle \omega =2\pi \nu }, che dà:
{\displaystyle E=n\hbar \omega \,\quad n=0,1,2,3,...}
Nel caso di un atomo, la quantizzazione del momento angolare determina nello spettro di emissione atomico righe di emissione corrispondenti a una serie di numeri quantici. Dato {\displaystyle J} il momento angolare totale di un sistema con invarianza rotazionale e {\displaystyle J_{z}} il momento angolare misurato lungo ogni data direzione, queste quantità possono assumere solo i valori
{\displaystyle {\begin{matrix}J^{2}=j(j+1)\hbar ^{2},&j=0,1/2,1,3/2,...\\J_{z}=m\hbar ,\qquad \quad &m=-j,-j+1,...,j\end{matrix}}}
Quindi {\displaystyle \hbar } può essere detta "quanto del momento angolare".

## Indeterminazione
La costante di Planck entra anche nel limite di accuratezza nella determinazione dei valori di coppie di variabili, come ad esempio la posizione e la quantità di moto, in base al principio di indeterminazione di Heisenberg. L'indeterminazione nella misurazione della posizione {\displaystyle \Delta x} di una particella e l'indeterminazione nella misurazione della sua quantità di moto lungo la stessa direzione {\displaystyle \Delta p_{x}} sono infatti vincolate dalla disuguaglianza:
{\displaystyle \Delta x\Delta p_{x}\geq {\frac {\hbar }{2}}}.
Nell'interpretazione più semplice delle relazioni di indeterminazione, le incertezze {\displaystyle \Delta x} e {\displaystyle \Delta p_{x}} sono calcolate come la deviazione standard su di un numero elevato di misure indipendenti delle rispettive grandezze fisiche eseguite su sistemi identici.